# Прущ-Гданьский (гмина)
Прущ-Гданьский (пол. Pruszcz Gdański) — сельская гмина (волость) в Польше, входит как административная единица в Гданьский повет, Поморское воеводство. Население — 16 260 человек (на 2004 год).

## Демография
| Перепись                       | Всего   | Всего | Женщины | Женщины | Мужчины | Мужчины |
| ------------------------------ | ------- | ----- | ------- | ------- | ------- | ------- |
| Единицы                        | человек | %     | человек | %       | человек | %       |
| Население                      | 16 260  | 100   | 8098    | 49,8    | 8162    | 50,2    |
| Плотность населения (чел./км²) | 114,1   | 114,1 | 56,8    | 56,8    | 57,3    | 57,3    |

## Соседние гмины
1. Гмина Цедры-Вельке
2. Гданьск
3. Гмина Кольбуды
4. Прущ-Гданьский
5. Гмина Пщулки
6. Гмина Сухы-Домб
7. Гмина Тромбки-Вельке